# WeWork
WeWork — американська компанія, що забезпечує спільний робочий простір для фрилансерів, працівників стартапів, малого бізнесу та великих корпорацій. Станом на 2019 рік, компанія володіє та здає в оренду більше 900 км² офісного простору.
WeWork також проєктує та будує фізичні та віртуальні коворкінг простори, та надає офісні послуги для окремих підприємців та цілих компаній. У WeWork працює понад 5 тисяч співробітників у 86 містах у 32 країнах, включаючи такі країни як Австралія, Аргентина, Бельгія, Бразилія, Канада, Чилі, Китай, Колумбія, Чехія, Франція, Німеччина, Гонконг, Індонезія, Ірландія, Індія, Ізраїль, Японія, Малайзія, Мексика, Нідерланди, Перу, Філіппіни , Польща, Росія, Сінгапур, Південна Африка, Південна Корея, Іспанія, Швеція, Таїланд , В'єтнам, Велика Британія та США.

## У масовій культурі
- Стартап, що зазнав краху — серіал 2022 року.